# NGC 4961
NGC 4961 је спирална галаксија у сазвежђу Береникина коса која се налази на NGC листи објеката дубоког неба.
Деклинација објекта је + 27° 44' 3" а ректасцензија 13h 5m 47,8s. Привидна величина (магнитуда) објекта NGC 4961 износи 13,1 а фотографска магнитуда 13,8. Налази се на удаљености од 39,4000 милиона парсека од Сунца. NGC 4961 је још познат и под ознакама NGC 4960, UGC 8185, MCG 5-31-126, IRAS 13033+2800, KUG 1303+280, CGCG 160-134, PGC 45311.